# Abdoul Abdouraguimov
Abdoul Abdouraguimov (ur. 1 sierpnia 1995) – francuski zawodnik MMA pochodzenia dagestańskiego wagi półśredniej i średniej. Były mistrz Brave CF w wadze półśredniej oraz były, podwójny mistrz w dwóch kategoriach Ares FC. Obecnie związany z PFL.

## Kariera MMA

### Wczesna kariera
Karierę zawodową rozpoczął w listopadzie 2016 roku na turnieju Contenders 33 na 100% Fight. Swoje dwie walki tego samego wieczoru zwyciężył przez poddanie w pierwszej rundzie, wygrywając turniej wagi półśredniej.

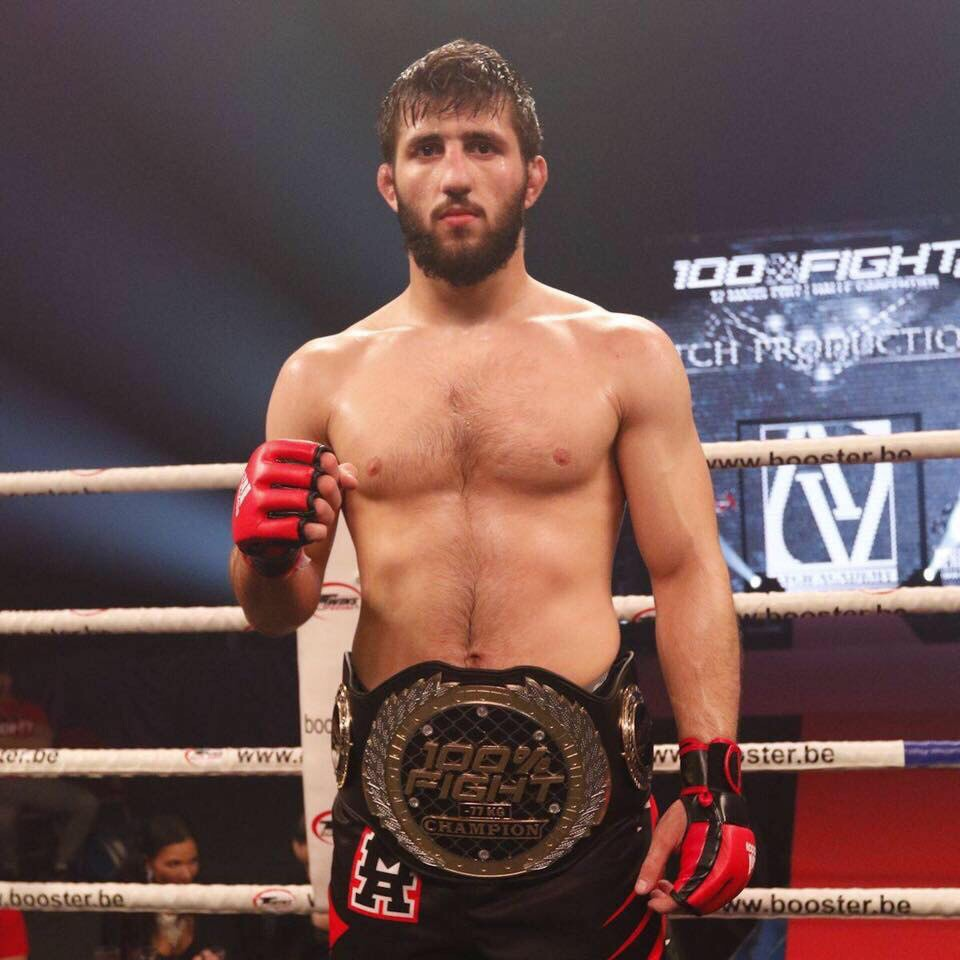
Abduragimov z pasem mistrzowskim organizacji 100% Fight.

17 marca 2017 zmierzył się o tytuł mistrza wagi półśredniej organizacji 100% Fight z byłym mistrzem organizacji Cage Wariors, Gaelem Grimaudem. Wygrał walkę w 2. rundzie przez poddanie i został nowym mistrzem tej dywizji.
W kolejnych trzech walkach odniósł zwycięstwa przez poddanie w pierwszej rundzie.
17 marca 2018 zawalczył o pas wagi półśredniej na European Beatdown 3, jednak walka została uznana jako nieodbyta się po błędzie sędziego.
W maju 2018 roku pokonał jednogłośną decyzją byłego zawodnika UFC, Viscardi Andrade, w walce o pas wagi półśredniej organizacji SHC.

### Brave CF
W sierpniu 2018 roku dołączył do bahrajńskiej organizacji Brave Combat Federation. Po dwóch zwycięstwach z rzędu zmierzył się z panującym mistrzem wagi półśredniej Jarrahem Al-Selawe z Jordanii na gali Brave 23: Pride and Honor. Zwyciężył niejednogłośną decyzją sędziów i został w kwietniu nowym mistrzem wagi półśredniej.
Pierwszą zawodową porażkę odnotował w październiku 2019 roku, kiedy to podczas Brave CF 27 stracił mistrzowski pas w pojedynku rewanżowym z Al-Selawe.
W sierpniu 2020 roku zmierzył się w Szwecji z Anglikiem, Carlem Boothem, w walce wieczoru Brave CF 38. Wygrał swoją walkę przez poddanie w pierwszej rundzie. 
Od czasu wygranej ponownie kontynuował zwycięstwa w pierwszej rundzie, gdy w listopadzie 2020 roku na gali Brave CF 44 poddał pochodzącego z Danii, Louisa Glismanna.
W lipcu 2021 roku zmienił klub na MMA Factory, w którym trenuje pod okiem Fernanda Lopeza.

### Ares FC
Po ponad roku przerwy związał się z francuską organizacją Ares Fighting Championship. W debiucie dla federacji zmierzył się z Brazylijczykiem, Luciano Continim na gali Ares 2 w Paryżu. Zwyciężył przez poddanie w pierwszej rundzie.
W lutym 2022 zmierzył się z Brazylijczykiem Godofredo Pepeyem na Ares 3 o pas wagi półśredniej. Ponownie zwyciężył przez poddanie w pierwszej rundzie i został mistrzem wagi półśredniej Ares Fighting Championship.
W czerwcu 2022 na Ares 7 roku pokonał Karla Amoussou przez TKO pod koniec pierwszej rundy.
W styczniu 2023 roku przeszedł do kategorii średniej, gdzie zmierzył się z Polakiem, Rafałem Haratykiem podczas Ares FC 11. Po wygraniu pierwszej rundy, był dominowany przez prawie całą walkę, aż ostatecznie odwrócił losy pojedynku, nieoczekiwanie poddając Polaka dźwignią prostą na staw kolanowy. Abdouraguimov stał się pierwszym posiadaczem dwóch pasów jednocześnie w historii federacji.

### PFL
10 sierpnia 2023 podano informację o podpisaniu przez niego kontraktu z amerykańską organizacją Professional Fighters League. Abdouraguimov u nowego pracodawcy zadebiutował 30 września 2023 roku podczas gali PFL Europe 3: 2023 Playoffs w Paryżu. Jego rywalem był Anglik – Brad Wheeler, którego poddał duszeniem zza pleców w pierwszej rundzie. Pierwotnie miał się zmierzyć z Brazylijczykiem – Quemuelem Ottonim, jednak wypadł on z walki.
W drugiej walce pod szyldem PFL zmierzył się z innym reprezentantem Anglii, Jackiem Grantem. Do konfrontacji zawodników doszło w terminie 7 marca 2024 podczas gali PFL Europe 1: 2024 Regular Season. Zwyciężył przez niejednogłośną decyzję sędziów, którzy punktowali 30-27, 29-28 i 29-28.
14 grudnia 2024 w walce wieczoru gali PFL Europe 4: 2024 Championships w Décines-Charpieu pokonał jednogłośną decyzją sędziowską Laureano Staropoliego.

## Osiągnięcia

### Mieszane sztuki walki
- 100% Fight
  - 2016: Zwycięzca turnieju 100% Fight w wadze półśredniej
  - 2017: Mistrz 100% Fight w wadze półśredniej
- Brave Combat Federation
  - 2019: Mistrz Brave CF w wadze półśredniej
- Ares Fighting Championship
  - 2022-2023: Mistrz Ares FC w wadze półśredniej[3]
  - 2023: Mistrz Ares FC w wadze średniej[4]

## Lista zawodowych walk w MMA
| Wynik     | Bilans   | Przeciwnik (bilans przed walką) | Rozstrzygnięcie                               | Runda | Czas | Rozgrywki                         | Data       | Miejsce          | Uwagi                                                            |
| --------- | -------- | ------------------------------- | --------------------------------------------- | ----- | ---- | --------------------------------- | ---------- | ---------------- | ---------------------------------------------------------------- |
| Wygrana   | 19-1 (1) | Laureano Staropoli (13-6)       | Decyzja (jednogłośna)                         | 3     | 5:00 | PFL Europe 4: 2024 Championships  | 14.12.2024 | Décines-Charpieu | Main Event.                                                      |
| Wygrana   | 18-1 (1) | Jack Grant (19-7)               | Decyzja (niejednogłośna)                      | 3     | 5:00 | PFL Europe 1: 2024 Regular Season | 07.03.2024 | Paryż            | Co-Main Event                                                    |
| Wygrana   | 17-1 (1) | Brad Wheeler (18-13)            | Poddanie (duszenie zza pleców)                | 1     | 2:43 | PFL Europe 3: 2023 Playoffs       | 30.09.2023 | Paryż            | Debiut w PFL. Walka w limicie umownym do 81,6 kg. Co-Main Event  |
| Wygrana   | 16-1 (1) | Rafał Haratyk (16-4-2)          | Poddanie (dźwignia prosta na staw kolanowy)   | 5     | 4:35 | Ares FC 11                        | 20.01.2023 | Paryż            | Zdobył pas mistrzowski Ares FC w wadze średniej. Main Event      |
| Wygrana   | 15-1 (1) | Karl Amoussou (27-9-2)          | TKO (niezdolność do dalszej walki)            | 1     | 5:00 | Ares FC 7                         | 25.06.2022 | Paryż            | Obronił pas mistrzowski Ares FC w wadze półśredniej. Main Event  |
| Wygrana   | 14-1 (1) | Godofredo Pepey (14-6)          | Poddanie (odwrotne duszenie trójkątne nogami) | 1     | 2:05 | Ares FC 3                         | 03.02.2022 | Paryż            | Zdobył pas mistrzowski Ares FC w wadze półśredniej. Main Event   |
| Wygrana   | 13-1 (1) | Luciano Contini (13-4)          | Poddanie (duszenie zza pleców)                | 1     | 1:57 | Ares FC 2                         | 11.12.2021 | Paryż            |                                                                  |
| Wygrana   | 12-1 (1) | Louis Glismann (9-1)            | Poddanie (duszenie trójkątne rękoma)          | 1     | 2:50 | Brave CF 44                       | 05.11.2020 | Ar-Rifa          | Co-Main Event                                                    |
| Wygrana   | 11-1 (1) | Carl Booth (9-3)                | Poddanie (duszenie brado)                     | 1     | 4:20 | Brave CF 38                       | 08.08.2020 | Sztokholm        | Main Event                                                       |
| Przegrana | 10-1 (1) | Jarrah Hussein Al-Silawi (13-3) | TKO (niezdolność do kontynuowania walki)      | 4     | 5:00 | Brave CF 27                       | 04.10.2019 | Abu Zabi         | Stracił pas mistrzowski Brave CF w wadze półśredniej. Main Event |
| Wygrana   | 10-0 (1) | Jarrah Hussein Al-Silawi (13-2) | Decyzja (niejednogłośna)                      | 5     | 5:00 | Brave CF 23                       | 19.04.2019 | Amman            | Zdobył pas mistrzowski Brave CF w wadze półśredniej. Main Event  |
| Wygrana   | 9-0 (1)  | Rodrigo Cavalheiro (23-8)       | Decyzja (niejednogłośna)                      | 3     | 5:00 | Brave CF 17                       | 27.10.2018 | Lahore           | Main Event                                                       |
| Wygrana   | 8-0 (1)  | Sidney Wheeler (8-2)            | TKO (ciosy pięściami w parterze)              | 1     | 3:20 | Brave CF 14                       | 18.08.2018 | Tanger           |                                                                  |
| Wygrana   | 7-0 (1)  | Viscardi Andrade (19-6)         | Decyzja (jednogłośna)                         | 3     | 5:00 | Strength & Honor Championship 12  | 06.05.2018 | Genewa           | Co-Main Event                                                    |
| Nieodbyta | 6-0 (1)  | Georges Eid (7-2)               | No contest (ciosy w tył głowy)                | 1     | ?    | European Beatdown 3               | 17.03.2018 | Mons             |                                                                  |
| Wygrana   | 6-0      | Tanausu Ruiz (3-1)              | Poddanie (duszenie zza pleców)                | 1     | 3:31 | Slam Arena: New Fighting Events   | 02.12.2017 | Las Palmas       |                                                                  |
| Wygrana   | 5-0      | Aleko Sagliani (2-0)            | Poddanie (duszenie zza pleców)                | 1     | 1:39 | HIT Fighting Championship 4       | 21.10.2017 | Zurych           | Co-Main Event                                                    |
| Wygrana   | 4-0      | Nayeb Hezam (17-20)             | Poddanie (duszenie anaconda)                  | 1     | ?    | Capital Fights 2: Ehouo vs. Lidon | 19.05.2017 | Paryż            | Co-Main Event                                                    |
| Wygrana   | 3-0      | Gael Grimaud (20-6)             | Poddanie (duszenie zza pleców)                | 2     | 4:01 | 100% Fight 29                     | 17.03.2017 | Paryż            | Zdobył pas mistrzowski 100% Fight w wadze półśredniej.           |
| Wygrana   | 2-0      | Sofiane Aïssaoui (1-0)          | Poddanie (duszenie zza pleców)                | 1     | 2:21 | 100% Fight: Contenders 33         | 26.11.2016 | Paryż            | Wygrał turniej 100% Fight w wadze półśredniej.                   |
| Wygrana   | 1-0      | Adrian Moreira (0-1)            | Poddanie (duszenie anaconda)                  | 1     | 2:57 | 100% Fight: Contenders 33         | 26.11.2016 | Paryż            | Debiut w MMA. Półfinał turnieju 100% Fight w wadze półśredniej.  |